# Ка Мау
Ка Мау (виј. Cà Mau) је град у Вијетнаму у покрајини Ка Мау. Према резултатима пописа 2009. у граду је живело 204.895 становника.